# Équipe de Chine masculine de handball
Dernière mise à jour : 19 juin 2016.
L'équipe de Chine de handball masculin représente la Fédération de Chine de handball lors des compétitions internationales, notamment aux tournois olympiques et aux championnats du monde.

## Palmarès
| - 2008 : 12e - 1997 : 20e - 1999 : 20e - 1982 : 1er - 1986 : 2e - 1994 : 3e | - 1977 : 3e - 1979 : 2e - 1987 : 4e - 1989 : 4e - 1991 : 3e - 1995 : 5e - 2000 : 2e - 2006 : 8e - 2008 : 7e - 2010 : 9e - 2014 : 11e - 2016 : 9e |